# オズの魔法使い (テレビアニメ)
『オズの魔法使い』（オズのまほうつかい）は、テレビ東京系列ほかで放送されていた、ライマン・フランク・ボーム著作の『オズ』シリーズを原作とするテレビアニメである。全52話。テレビ東京系列では1986年10月6日から1987年9月28日まで放送。

## 概要
商社の伊藤萬とアニメスタジオのパンメディアが共同製作した作品。両者の倒産後にはエノキフイルムに権利が渡っている。

## 登場人物

### 主要人物
ドロシー
声 - 島本須美
主人公。孤児だったが、アメリカ・カンサス州の荒野（プレーリー）で農場を営むヘンリーとエム夫婦に引き取られ、後にヘンリーが貰ってきた子犬のトトと共に仲良く暮らしていた。だがある日、農場を襲った竜巻に家ごと巻き込まれ、トトと一緒にオズの国へ来てしまう。
トト
ドロシーの飼い犬。
かかし
声 - 安原義人
エメラルドの都に向かう途中、ドロシーがトウモロコシ畑で出会ったカカシ。脳が無いので考えることができないらしく、ドロシーから偉大なオズ大王の話を聞き、脳を貰いたいという願いのもと、彼女の旅に同行する。
木こり
声 - 神山卓三
かかしと共に旅をするドロシーが、森で出会ったブリキの木こり。急に降ってきた雨によって体が錆付いてしまい、長い間動けなくなっていた。元は人間だったが、東の国の魔女に恋人との仲を妬まれ、ブリキにされてしまい、心を失ったらしい。かかしと同じくオズ大王の話を聞き、心が欲しいという願いのもと、ドロシー達の旅に同行する。
ライオン
声 - 永井一郎
木こりと出会った森の出口で、蝶と戯れていたライオン。非常に臆病で、生まれつき勇気が無いらしい。かかし、木こりと同様にオズ大王に勇気を貰いたいという願いのもと、旅に同行する。

### その他
チップ
声 - 野沢雅子
モンビと共に北の国からやってきた少年。赤ん坊の頃に捨てられていたところを、モンビに拾われて育てられた。13歳。モンビはあまり好きではないが、育ててくれたことへの恩と情はある模様。第二部で彼の出生には秘密があることが分かる。
モンビ
声 - 北川智絵
魔法使いに憧れており、魔女に一つ魔法を教わるため、西の国へやってきた老婆。しかし、遠路はるばるやって来たにもかかわらず、魔女はドロシーによって倒された後だったため、魔女の持ち物だった魔法の帽子を奪うべく猫になって屋敷に侵入する。魔法は使えないが、薬を作る腕前はかなりのもので、前述の猫への変身はその薬によるもの。
グリンダ
声 - 此島愛子
南の国の良い魔女。美しい容姿の女性で性格も優しく、穏やかだが、同時に威圧感も併せ持っている。非常に強い魔法を使えるが、ドロシーをカンサスに帰すことはできないとのこと。だがその後、再びドロシーがオズの国へ来てしまった時には、無事にカンサスへと帰していた。理由は作中では言及・解明されていない。

### ゲスト
第1話 「ドロシーとたつまき」
- ヘンリー - 依田英助
- エム - 北浜晴子
- 北の魔女 - 友部光子
- マンチキン人 - 田の中勇
- マンチキン人 - 峰あつ子
- マンチキン人 - 鈴木三枝

第2話 「黄色い道」
- ヘンリー - 依田英助
- エム - 北浜晴子
- 北の魔女 - 友部光子
- マンチキンの親父 - 峰恵研
- マンチキンのかみさん - 遠藤晴
- マンチキン人 - 鈴木三枝
- マンチキン人 - 峰あつ子
- マンチキン人 - 田の中勇
- 年寄りカラス - 肝付兼太

第3話 「希望への旅立ち」
- ブリキのフィアンセ - 篠原さなえ
- 東の魔女 - 野沢雅子

第5話 「黒い花」
- コウノトリ - 吉田理保子
- 女王野ネズミ - 平野文
- 野ネズミA - 千葉繁
- 野ネズミB - 龍田直樹
- 野ネズミC - 菅原淳一

第6話 「エメラルドの都」
- 北の魔女 - 友部光子
- 大顔面 - 加藤精三
- 門番 - 千葉順二
- 兵士 - 加藤治
- 召使 - 吉田理保子
- マンチキンA - 西川幾雄
- マンチキンB - 小野丈夫

第7話 「西の国の魔女」
- 大顔面 - 加藤精三
- 女王 - 横尾まり
- 影 - 上田敏也
- 炎 - 辻村真人
- 召使 - 吉田理保子
- 西の魔女 - 京田尚子
- ボス狼 - 辻三太郎

第8話 「ウインキーの戦い」
- 西の魔女 - 京田尚子
- ウインキー老人 - 矢田稔
- ボスザル - 兼本新吾
- ボスカラス - 千葉繁
- 兵隊長 - 緒方賢一
- 兵隊A - キートン山田
- 兵隊B - 坂口正平
- 兵隊C - 龍田直樹
- 兵隊D - 島田敏

第9話 「魔女の館」
- 西の魔女 - 京田尚子
- 監督 - 辻村真人
- 番兵 - キートン山田
- 奴隷A - 龍田直樹
- 奴隷B - 菅原淳一
- 兵士A - 島田敏
- 兵士B - 速水奨

第10話 「ねらわれた靴」
- 西の魔女 - 京田尚子
- 監督 - 辻村真人
- 番兵 - キートン山田
- 二見忠男
- 奴隷 - 菅原淳一
- 兵士 - 速水奨
- 鈴木三枝
- 綾崎みき
- 西宏子
- 小野健一

第11話 「モンビとチップ」
- ボス猿 - 兼本新吾
- 町の男 - 松岡文雄
- 男 - 二又一成
- 男 - 島田敏

第12話 「新しい王様」
- 矢田稔
- 松岡文雄
- キートン山田
- 門番 - 千葉順二
- 梨羽由記子
- 龍田直樹
- 兼本新吾
- 北川智絵
- 島田敏

第13話 「オズ大王の正体」
- 大王の声 - 加藤精三
- 大王 - 二見忠男
- 兵士 - 加藤治
- 門番 - 千葉順二
- 市民A - キートン山田
- 市民B - 鈴木三枝

第14話 「とり残されて」
- 大王 - 二見忠男
- 兼本新吾
- 島田敏
- 市民A - キートン山田
- 吉田信幸
- 西宏子
- 真柴摩利
- 河口宏
- 木所幹雄

第15話 「南への旅」
- 兵士 - 加藤治
- 門番 - 千葉順二
- 隊長 - 藤城裕士
- 鈴木清信
- 橋本晃一
- 肝付兼太
- 向殿あさみ
- 高木早苗
- 羽村京子

第16話 「魔女グリンダの城」
- 女王 - 高島雅羅
- 隊長 - 藤城裕士
- 兵士 - 鈴木清信
- トンカチ - 北村弘一
- トンカチ - 飯塚昭三
- 女 - 梨羽由記子
- 女 - 鈴木三枝

第17話 「グリンダ」
- 女兵士 - 鵜飼るみ子

第18話 「カンザス」
- エム - 北浜晴子
- ヘンリー - 依田英助
- オズ大王 - 二見忠男
- 男 - 池田勝
- 男 - 塩屋浩三

第19話 「再びオズへ」
- ヘンリー - 依田英助
- エム - 北浜晴子

第20話 「チップはお父さん」
- かぼちゃ頭 - 青木和代
- 木挽き台の馬 - 野島昭生

第21話 「ジンジャー将軍」
- かぼちゃくん - 青木和代
- 木挽き台の馬 - 野島昭生
- 門番 - 千葉順二
- 召使い - 吉田理保子
- ジンジャー - あきやまひかり
- 娘A - 原えりこ
- 娘B - 松井菜桜子

第22話 「かかし王逃げだす」
- かぼちゃくん - 青木和代
- 木挽き台の馬 - 野島昭生
- 門番 - 千葉順二
- 兵士 - 加藤治
- 召使い - 吉田理保子
- ジンジャー - あきやまひかり
- 娘A - 原えりこ
- 娘B - 松井菜桜子
- 羽村京子

第23話 「木こりは王様」
- かぼちゃくん - 青木和代

第24話 「モンビの魔法」
- かぼちゃくん - 青木和代

第25話 「力を合わせて」
- かぼちゃくん - 青木和代

第26話 「ガンプ」
- かぼちゃくん - 青木和代

第27話 「助けを求めて」
- かぼちゃくん - 青木和代
- 木挽き台の馬 - 野島昭生
- 門番 - 鵜飼るみ子

第28話 「再びエメラルド」
- かぼちゃくん - 青木和代

第29話 「魔法使いモンビ？」
- かぼちゃくん - 青木和代
- ジンジャー - あきやまひかり
- 娘 - 原えりこ
- 娘 - 松井菜桜子
- 街の人 - 島田敏

第30話 「チップの秘密」
- かぼちゃくん - 青木和代
- ジンジャー - あきやまひかり

第31話 「ドロシーとチックタック」
- チックタック - 三ツ矢雄二
- クルマ族 - 辻村真人
- クルマ族 - 北村弘一
- クルマ族 - 肝付兼太

第32話 「ラングディアの城」
- オズマ姫 - 野沢雅子
- かぼちゃくん - 青木和代
- チックタック - 三ツ矢雄二
- ラングディア姫 - 麻上洋子
- ネズミ - 中尾隆聖

第33話 「砂漠の旅」
- チックタック - 三ツ矢雄二

第34話 「砂漠のめんどり」
- チックタック - 三ツ矢雄二
- ビリーナ - 吉田理保子

第35話 「オズのさい果て」
- チックタック - 三ツ矢雄二
- 岩A - 佐藤正治
- 岩B - 笹岡繁蔵

第36話 「地底のノーム」
- チックタック - 三ツ矢雄二
- ノーム王 - 阪脩
- ノーム - 佐藤正治
- ノーム - 塩屋浩三

第37話 「王様の難題」
- チックタック - 三ツ矢雄二
- ノーム王 - 阪脩
- ブランディ - 大木民夫
- ノーム - 佐藤正治
- ノーム - 塩屋浩三

第38話 「王様の好きなもの」
- チックタック - 三ツ矢雄二
- ノーム王 - 阪脩
- ブランディ - 大木民夫
- ノーム - 佐藤正治
- ノーム - 塩屋浩三
- エヴ王子 - 山田栄子

第39話 「恐ろしい部屋」
- チックタック - 三ツ矢雄二
- ノーム王 - 阪脩
- ブランディ - 大木民夫
- エヴ王子 - 山田栄子
- ビリーナ - 吉田理保子
- ノーム - 佐藤正治
- ノーム - 塩屋浩三
- ノーム - 菅原淳一

第40話 「明りを求めて」
- チックタック - 三ツ矢雄二
- ノーム王 - 阪脩
- エヴ王子 - 山田栄子
- ブランディ - 大木民夫
- ノーム - 塩屋浩三
- ノーム - 菅原淳一
- ノーム - 小野健一

第41話 「再び地上へ」
- チックタック - 三ツ矢雄二
- ノーム王 - 阪脩
- ブランディ - 大木民夫
- エヴ王子 - 山田栄子
- ビリーナ - 吉田理保子
- ノーム - 佐藤正治
- ノーム - 菅原淳一

第42話 「ノームの反撃」
- オズマ姫 - 野沢雅子
- ノーム王 - 阪脩
- ブランディ - 大木民夫
- ガフ - 八奈見乗児
- 侍女 - 吉田理保子
- ノーム - 小野健一

第43話 「エメラルドの秘密」
- オズマ姫 - 野沢雅子
- ノーム王 - 阪脩
- ブランディ - 大木民夫
- ガフ - 八奈見乗児
- 侍女 - 吉田理保子
- 女 - 峰あつ子
- 男 - 塩屋浩三

第44話 「チョッキンペットの国」
- オズマ姫 - 野沢雅子
- コンガラパズル - 高木均
- チョッキンペット - 一城みゆ希
- 兵隊 - 藤城裕士
- 紙人形 - 原えりこ
- 兵隊A - 小野健一
- 兵隊B - 関口和孝

第45話 「オズの国の刈り入れ」
- オズマ姫 - 野沢雅子
- ノーム王 - 阪脩
- ブランディ - 大木民夫

第46話 「忘れの泉」
- オズマ姫 - 野沢雅子
- ノーム王 - 阪脩
- ブランディ - 大木民夫
- ガフ - 八奈見乗児
- バケクビ - 水鳥鉄夫
- 侍女 - 吉田理保子
- 宝石屋 - 村松康雄
- 老人 - 佐藤正治

第47話 「バケクビ暴れる」
- オズマ姫 - 野沢雅子
- ノーム王 - 阪脩

第48話 「ガフ善人になる」
- ノーム王 - 阪脩
- ブランディ - 大木民夫
- ガフ - 八奈見乗児
- バケクビ - 水鳥鉄夫
- 男 - 塩屋浩三

第49話 「戴冠式」
- オズマ姫 - 野沢雅子
- ノーム王 - 阪脩
- ブランディ - 大木民夫
- ガフ - 八奈見乗児
- バケクビ - 水鳥鉄夫

第50話 「ノーム王の勝利」
- ノーム王 - 阪脩
- ブランディ - 大木民夫
- ガフ - 八奈見乗児

第51話 「ドロシーがんばる」
- ノーム王 - 阪脩
- ブランディ - 大木民夫
- バケクビ - 水鳥鉄夫

第52話 「なつかしのカンサス」
- オズマ姫 - 野沢雅子
- ノーム王 - 阪脩
- ブランディ - 大木民夫

## スタッフ
- 企画 - 根来昭
- 制作 - 大場伊紘
- 原作 - ライマン・フランク・ボーム
- 演出 - 殿河内勝（第1 - 41回） → 斉藤博（第42 - 最終回）
- プロデューサー - 熊瀬哲郎
- 音楽 - K.S YOSHIMURA、直居隆雄
- キャラクターデザイン - 関修一
- 設定 - 西田稔
- 美術 - 門野真理子
- 撮影 - 古林一太（旭プロダクション）
- 編集 - 小島俊彦（岡安プロモーション）
- 録音 - オーディオ・プランニング・ユー
  - オーディオディレクター - 浦上靖夫
  - 効果 - 柏原満
  - 整音 - 中戸川次男
  - スタジオ - A.P.U Studio
- タイトル - 南家講二
- 製作 - 伊藤萬（※ノンクレジット）、PANMEDIA CO.,LTD.

## 主題歌
オープニングテーマ - 『ファンシーガール』
作詞・作曲 - 小坂明子 / 編曲 - 京田誠一 / 歌 - 山野さと子
エンディングテーマ - 『魔法のクレヨン』
作詞・作曲 - 小坂明子 / 編曲 - 京田誠一 / 歌 - 大杉久美子、大杉恵麻
シングルレコードの発売元は、2曲とも日本コロムビアである。

## 各話リスト
| 話数   | 放送日         | サブタイトル           | 脚本     | 絵コンテ   | 作画監督   |
| ------ | -------------- | ---------------------- | -------- | ---------- | ---------- |
| 第1話  | 1986年 10月6日 | ドロシーとたつまき     | 宮崎晃   | 遠藤政治   | 高橋信也   |
| 第2話  | 10月13日       | 黄色い道               | 宮崎晃   | 殿河内勝   | 高橋信也   |
| 第3話  | 10月20日       | 希望への旅立ち         | 宮崎晃   | 池野文雄   | 高橋信也   |
| 第4話  | 10月27日       | 苦難の道               | 宮崎晃   | やすみ哲夫 | 高橋信也   |
| 第5話  | 11月3日        | 黒い花                 | 宮崎晃   | やすみ哲夫 | 高橋信也   |
| 第6話  | 11月10日       | エメラルドの都         | 宮崎晃   | 殿河内勝   | 高橋信也   |
| 第7話  | 11月17日       | 西の国の魔女           | 宮崎晃   | やすみ哲夫 | こさこ吉重 |
| 第8話  | 11月24日       | ウインキーの戦い       | 宮崎晃   | 辻伸一     | 高橋信也   |
| 第9話  | 12月1日        | 魔女の館               | 宮崎晃   | 辻伸一     | 木場田実   |
| 第10話 | 12月8日        | ねらわれた靴           | 宮崎晃   | 山田羚     | 酒井明雄   |
| 第11話 | 12月15日       | モンビとチップ         | 宮崎晃   | 森田浩光   | 柳瀬譲二   |
| 第12話 | 12月22日       | 新しい王様             | 宮崎晃   | 香川豊     | 酒井明雄   |
| 第13話 | 12月29日       | オズ大王の正体         | 宮崎晃   | 辻伸一     | 木場田実   |
| 第14話 | 1987年 1月5日  | とり残されて           | 宮崎晃   | 辻伸一     | こさこ吉重 |
| 第15話 | 1月12日        | 南への旅               | 宮崎晃   | 森田浩光   | 高橋信也   |
| 第16話 | 1月19日        | 魔女グリンダの城       | 宮崎晃   | やすみ哲夫 | 木場田実   |
| 第17話 | 1月26日        | グリンダ               | 宮崎晃   | 辻伸一     | 酒井明雄   |
| 第18話 | 2月2日         | カンザス               | 宮崎晃   | 辻伸一     | 木場田実   |
| 第19話 | 2月9日         | 再びオズへ             | 宮崎晃   | 辻伸一     | 酒井明雄   |
| 第20話 | 2月16日        | チップはお父さん       | 宮崎晃   | 森田浩光   | 高橋信也   |
| 第21話 | 2月23日        | ジンジャー将軍         | 宮崎晃   | 辻伸一     | 酒井明雄   |
| 第22話 | 3月2日         | かかし王逃げだす       | 宮崎晃   | 岡崎幸男   | 木場田実   |
| 第23話 | 3月9日         | 木こりは王様           | 宮崎晃   | 辻伸一     | 高橋信也   |
| 第24話 | 3月16日        | モンビの魔法           | 宮崎晃   | 森田浩光   | 柳瀬譲二   |
| 第25話 | 3月23日        | 力を合わせて           | 宮崎晃   | 辻伸一     | 酒井明雄   |
| 第26話 | 3月30日        | ガンプ                 | 宮崎晃   | 木場田実   | 殿河内勝   |
| 第27話 | 4月6日         | 助けを求めて           | 長嶺高文 | 辻伸一     | 高橋信也   |
| 第28話 | 4月13日        | 再びエメラルド         | 長嶺高文 | 辻伸一     | 酒井明雄   |
| 第29話 | 4月20日        | 魔法使いモンビ？       | 長嶺高文 | 辻伸一     | 金子紀男   |
| 第30話 | 4月27日        | チップの秘密           | 長嶺高文 | 辻伸一     | 木場田実   |
| 第31話 | 5月4日         | ドロシーとチックタック | 長嶺高文 | 森田浩光   | 高橋信也   |
| 第32話 | 5月11日        | ラングディアの城       | 長嶺高文 | 辻伸一     | 酒井明雄   |
| 第33話 | 5月18日        | 砂漠の旅               | 長嶺高文 | やすみ哲夫 | 金子紀男   |
| 第34話 | 5月25日        | 砂漠のめんどり         | 長嶺高文 | 香川豊     | 高橋信也   |
| 第35話 | 6月1日         | オズのさい果て         | 長嶺高文 | 森田浩光   | 酒井明雄   |
| 第36話 | 6月8日         | 地底のノーム           | 長嶺高文 | 辻伸一     | 高橋信也   |
| 第37話 | 6月15日        | 王様の難題             | 長嶺高文 | 斉藤博     | 酒井明雄   |
| 第38話 | 6月22日        | 王様の好きなもの       | 長嶺高文 | 斉藤博     | 金子紀男   |
| 第39話 | 6月29日        | 恐ろしい部屋           | 長嶺高文 | 辻伸一     | 酒井明雄   |
| 第40話 | 7月6日         | 明りを求めて           | 長嶺高文 | 森田浩光   | 本木久年   |
| 第41話 | 7月20日        | 再び地上へ             | 長嶺高文 | 辻伸一     | 本木久年   |
| 第42話 | 7月27日        | ノームの反撃           | 長嶺高文 | 斉藤博     | 木場田実   |
| 第43話 | 8月3日         | エメラルドの秘密       | 長嶺高文 | 斉藤博     | 金子紀男   |
| 第44話 | 8月10日        | チョッキンペットの国   | 長嶺高文 | 森田浩光   | 高橋信也   |
| 第45話 | 8月17日        | オズの国の刈り入れ     | 長嶺高文 | 斉藤博     | 本木久年   |
| 第46話 | 8月24日        | 忘れの泉               | 長嶺高文 | 斉藤博     | 酒井明雄   |
| 第47話 | 8月31日        | バケクビ暴れる         | 長嶺高文 | 森田浩光   | 木場田実   |
| 第48話 | 9月7日         | ガフ善人になる         | 長嶺高文 | 森田浩光   | 高橋信也   |
| 第49話 | 9月21日        | 戴冠式                 | 長嶺高文 | 斉藤博     | 金子紀男   |
| 第50話 | 9月21日        | ノーム王の勝利         | 斉藤博   | 斉藤博     | 本木久年   |
| 第51話 | 9月28日        | ドロシーがんばる       | 斉藤博   | 斉藤博     | 木場田実   |
| 第52話 | 9月28日        | なつかしのカンサス     | 斉藤博   | 斉藤博     | 酒井明雄   |

## 放送局
放送日時は1987年9月終了時点（テレビ岩手、ミヤギテレビ、静岡第一テレビ、石川テレビ、日本海テレビ、広島ホームテレビ、沖縄テレビについては1988年2月時点で放送されていた日時）、放送系列は放送当時のものとする。
| 放送地域       | 放送局           | 放送日時                              | 放送系列                      | 備考                                              |
| -------------- | ---------------- | ------------------------------------- | ----------------------------- | ------------------------------------------------- |
| 関東広域圏     | テレビ東京       | 月曜 19:00 - 19:30                    | テレビ東京系列                | 製作局                                            |
| 愛知県         | テレビ愛知       | 月曜 19:00 - 19:30                    | テレビ東京系列                |                                                   |
| 大阪府         | テレビ大阪       | 月曜 19:00 - 19:30                    | テレビ東京系列                |                                                   |
| 岡山県・香川県 | テレビせとうち   | 月曜 19:00 - 19:30                    | テレビ東京系列                |                                                   |
| 北海道         | 北海道文化放送   | 土曜 7:30 - 8:00                      | フジテレビ系列                |                                                   |
| 岩手県         | テレビ岩手       | 日曜 9:00 - 9:30                      | 日本テレビ系列                | 1988年頃に放送。                                  |
| 宮城県         | ミヤギテレビ     | 日曜 7:30 - 8:00                      | 日本テレビ系列                | 1988年頃に放送。                                  |
| 秋田県         | 秋田テレビ       | 月曜 17:30 - 18:00                    | フジテレビ系列                | 1987年3月まではテレビ朝日系列とのクロスネット局。 |
| 山梨県         | テレビ山梨       | 金曜 15:55 - 16:25                    | TBS系列                       |                                                   |
| 長野県         | テレビ信州       | 日曜 7:30 - 8:00                      | 日本テレビ系列 テレビ朝日系列 | 1986年12月14日 - 1987年12月20日に放送。           |
| 静岡県         | 静岡第一テレビ   | 月曜 - 金曜 17:30 - 18:00             | 日本テレビ系列                | 1988年頃に放送。                                  |
| 富山県         | 富山テレビ       | 土曜 8:00 - 8:30                      | フジテレビ系列                | 1987年3月28日から1988年4月16日まで放送。          |
| 石川県         | 石川テレビ       | 月曜 - 木曜 7:30 - 8:00               | フジテレビ系列                | 1988年頃に放送。                                  |
| 鳥取県・島根県 | 日本海テレビ     | 土曜 8:00 - 8:30                      | 日本テレビ系列                | 1988年頃に放送。                                  |
| 広島県         | 広島ホームテレビ | 金曜 8:00 - 8:30 → 木曜 18:50 - 19:20 | テレビ朝日系列                | 1988年頃に放送。                                  |
| 福岡県         | テレビ西日本     | 月曜 - 金曜 7:30 - 8:00               | フジテレビ系列                |                                                   |
| 鹿児島県       | 鹿児島放送       | 月曜 - 金曜 17:25 - 17:55             | テレビ朝日系列                | 1987年10月14日から12月9日まで放送                 |
| 沖縄県         | 沖縄テレビ       | 月曜 - 金曜 7:30 - 8:00               | フジテレビ系列                | 1988年頃に放送                                    |